# Kreis Szeged
Der Kreis Szeged (ungarisch Szegedi járás) ist ein Kreis im Süden des südungarischen Komitats Csongrád-Csanád. Er grenzt im Süden mit 5 Gemeinden an die Nachbarländer Serbien und Rumänien.

## Geschichte
Zur ungarischen Verwaltungsreform gab das Kleingebiet Szeged (ungarisch Szegedi kistérség) Anfang 2013 die Gemeinde Zsombó an den neuen Kreis Mórahalom ab und erhielt dafür vom Kleingebiet Makó zwei Gemeinden. Der Gebietsverlust für den Nachfolgerkreis Szeged betrug somit 2.270 Einwohner (auf 12,00 km²).

## Gemeindeübersicht
Der Kreis Szeged hat eine durchschnittliche Gemeindegröße von 15.281 Einwohnern auf einer Fläche von 57,01 Quadratkilometern. Die Bevölkerungsdichte des zweitgrößten Kreises liegt erheblich über der des Komitats. Verwaltungssitz ist die größte Stadt, Szeged, im Zentrum des Kreises gelegen. Neben dem Komitatssitz ist die Stadt rechtlich einem Komitat gleichgestellt (ungarisch Megyei jogú város).
| Gemeinde      | Status       | Herkunft Kleingebiet | Einwohnerzahl | Einwohnerzahl | Einwohnerzahl | Fläche     | Bevölkerungs- dichte (Ew./km²) |
| Gemeinde      | Status       | Herkunft Kleingebiet | 01.10.2011    | 01.01.2013    | 01.01.2016    | 01.01.2016 | Bevölkerungs- dichte (Ew./km²) |
| ------------- | ------------ | -------------------- | ------------- | ------------- | ------------- | ---------- | ------------------------------ |
| Algyő         | Großgemeinde | Szeged               | 5.508         | 5.046         | 5.108         | 75,77      | 67,4                           |
| Deszk         | Gemeinde     | Szeged               | 3.560         | 3.485         | 3.461         | 52,05      | 66,5                           |
| Dóc           | Gemeinde     | Szeged               | 733           | 731           | 685           | 49,43      | 13,9                           |
| Domaszék      | Gemeinde     | Szeged               | 4.862         | 4.885         | 5.007         | 52,15      | 96,0                           |
| Ferencszállás | Gemeinde     | Makó                 | 623           | 624           | 598           | 5,79       | 103,3                          |
| Klárafalva    | Gemeinde     | Makó                 | 473           | 470           | 476           | 9,10       | 52,3                           |
| Kübekháza **  | Gemeinde     | Szeged               | 1.463         | 1.450         | 1.438         | 27,32      | 52,6                           |
| Röszke *      | Gemeinde     | Szeged               | 3.086         | 3.091         | 3.217         | 36,63      | 87,8                           |
| Sándorfalva   | Stadt        | Szeged               | 7.871         | 7.918         | 7.772         | 55,77      | 139,4                          |
| Szatymaz      | Gemeinde     | Szeged               | 4.658         | 4.628         | 4.683         | 53,72      | 87,2                           |
| Szeged *      | Stadt        | Szeged               | 168.048       | 161.837       | 162.621       | 281,00     | 578,7                          |
| Tiszasziget * | Gemeinde     | Szeged               | 1.708         | 1.739         | 1.676         | 26,88      | 62,4                           |
| Újszentiván * | Gemeinde     | Szeged               | 1.670         | 1.775         | 1.911         | 15,49      | 123,4                          |
| Kreis Szeged  |              |                      | 204.263       | 197.679       | 198.653       | 741,10     | 268,1                          |

* Grenzgemeinde zu Serbien

** Grenzgemeinde zu Rumänien